# Змішані вищі молекулярні сполуки
Змішані вищі молекулярні сполуки відкриті порівняно недавно. Вони поширені в рослинному й тваринному світі. До них належать білки, що містять одночасно вуглеводну або ліпідну компоненту, або пов'язані з нуклеїновими кислотами, а також полісахариди, що містять білкову або ліпідну, або ту й іншу компоненти. Деякі ферменти належать до змішаних вищих молекулярних сполук.